# 3622 Ільїнський
3622 Ільїнський (3622 Ilinsky) — астероїд головного поясу, відкритий 29 вересня 1981 року.
Тіссеранів параметр щодо Юпітера — 3,143.